# Psitteuteles iris
Psitteuteles iris е вид птица от семейство Папагалови (Psittaculidae). Видът е почти застрашен от изчезване.

## Разпространение
Видът е разпространен в Индонезия и Източен Тимор.